# 石家庄大曲
石家庄大曲是石家庄长安区出产的一种白酒。当地酿酒历史悠久，至当地易手之前，本地三千余家商号中共有卅七家酒坊。石家庄战役后仅一个月，当局奉中共第一任市长柯庆施指示，合并了当地五家有百年历史的私人酒坊恒源勇、庆生源、洪源、永聚源和福庆源，于1947年12月成立了石家庄公营酿酒厂，后数度改制、易名。酒厂成立初期，副厂长马少峰就奉命带百余员工支援创建红星二锅头酒厂，建成后全被留任，马少峰也成为红星二锅头首任厂长；之后酒厂曾又奉命援建天津酒厂。酒厂曾产鹿泉大曲和鹿泉春等酒，后被石家庄大曲代替。1983年夏，时任正定县县委书记的习近平曾来厂考察。石家庄大曲为纯粮酿制的浓香型白酒。